# Novotavrítxeski
Novotavrítxeski (en rus: Новотаврический) és un poble (un khútor) del krai de Stàvropol, a Rússia, que en el cens del 2010 tenia 86 habitants. Pertany al districte rural de Kurskaia.